# Chilina fulgurata
Chilina fulgurata е вид охлюв от семейство Chilinidae. Видът не е застрашен от изчезване.

## Разпространение и местообитание
Разпространен е в Аржентина (Санта Крус и Чубут).
Обитава сладководни басейни и реки.